# William Townsend Aiton
William Townsend Aiton (Kew, 2 febbraio 1766 – Kensington, 9 ottobre 1849) è stato un botanico britannico.

## Biografia
Figlio maggiore di William Aiton, nel 1810-1813 pubblicò una seconda ed più ampia edizione dell'Hortus Kewensis, un catalogo delle piante del Kew Gardens, la cui prima edizione fu scritta da suo padre William Aiton. Aiton succedette a suo padre come direttore dei Kew Gardens nel 1793 e fu incaricato da re Giorgio IV di allestire i giardini del Royal Brighton Pavilion e i Giardini di Buckingham Palace.
Aiton è stato uno dei fondatori e un membro attivo della Royal Horticultural Society.
Si ritirò nel 1841 ma rimase a vivere a Kew, trascorrendo gran parte del suo tempo con suo fratello a Kensington, dove morì il 9 ottobre 1849. È sepolto a Kew. 
| W.T.Aiton è l'abbreviazione standard utilizzata per le piante descritte da William Townsend Aiton. Consulta l'elenco delle piante assegnate a questo autore dall'IPNI. |